# Marie de Sormiou
Marie de Sormiou, née 13 février 1865 à Paris et décédée le 6 novembre 1956 à Marseille, est une femme de lettres française.

## Biographie
Marie-Thérèse-Charlotte Buret, née à Paris, devint l'épouse d'Alfred de Ferry, un provençal, romancier et auteur dramatique. Elle préféra le soleil, dans le beau cadre des Calanques à Sormiou. Son mari y fait construire le « château ». Son souvenir reste attaché à l'endroit. 
Elle a fait restaurer leur résidence marseillaise, la bastide de la Magalone . Ils y reçoivent Frédéric Mistral, Mounet-Sully, Anna de Noailles ; et y mènent une vie mondaine et culturelle
La félibresse Marie de Sormiou écrit Les Stances à Mireille, dites par Mounet-Sully, le 3 juin 1909 à Arles (fête du cinquantenaire de Mireille et jubilé de Frédéric Mistral). Si son recueil L'offrande aux dieux est d'inspiration païenne, lors d'un voyage en Italie, Saint François d'Assise est pour elle une révélation. Elle publie La joie aux pieds nus, célèbre la pauvreté brune infante aux yeux couleur de route.
Devenue veuve en 1927, elle convole en secondes noces avec Gustave de Bonnegrâce de Canolles. Elle meurt à Marseille, le 6 novembre 1956.

## Œuvres
- Chants de Soleil  Plon 1906
- Ode à la Provence, dite sur le Théâtre antique d'Orange par M. Mounet-Sully le 6 août 1906  Plon-Nourrit, 1906
- La Vie triomphante  Plon-Nourrit, 1908
- Offrande aux dieux[11]
- Cantique au Cantique des cantiques  Trident 1935
- La joie aux pieds-nus  : Les chants de la sandale - Les chants du voile - Les chants du miroir   Publiroc, 1936[12],[13] ; Prix Baujour de poésie décerné par l'Académie de Marseille[14]

## Postérité
Une avenue et une impasse marseillaises portent son nom ; Élisabeth Barbier dans Les gens de Mogador (Ludivine, tome 2 ; fêtes pour le cinquantenaire de Mireille) cite la cantatrice Emma Calvé, Anna de Noailles, Marie de Sourmiou…